# Esteatita
L'esteatita o pedra sabonosa és una varietat de talc de tacte greixós. És un mineral ric en magnesi. Es produeix per metamorfisme dinamotèrmic i metasomatisme, que ocorre en zones on les plaques tectòniques presenten subducció canviant les roques per la calor i la pressió amb influx de fluids però sense fusió. Ha servit per fer eines des de la prehistòria.
La pirofil·lita, un mineral molt similar al talc de vegades s'anomena pedra sabonosa també (soapstone).

## Galeria

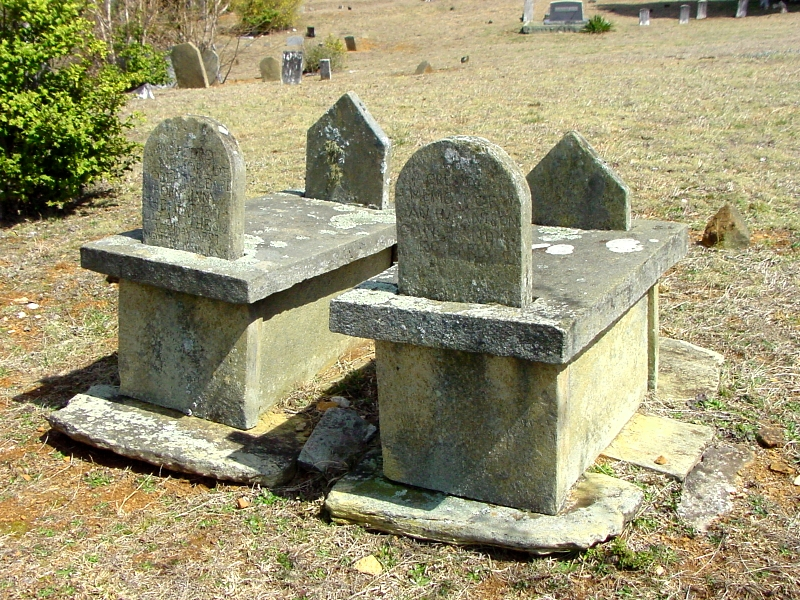
A Dahlonega, Geòrgia, USA.
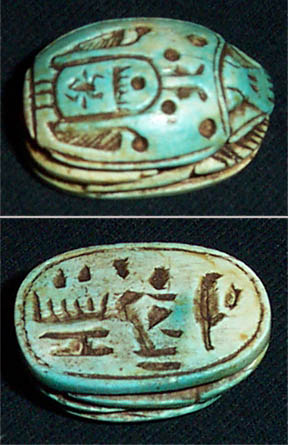
Amulet d'esteatita egipci.